# 廖志坤
廖志坤（1967年—1996年6月13日），臺灣屏東縣內埔鄉客家人，擔任《聯合報》記者時因公殉職。家屬以他的名字成立「財團法人廖志坤文教基金會」，補助苗栗縣頭份、南、三灣地區的中低收入學子。

## 生平
廖志坤為屏東內埔人，為高雄市徐外科醫院院長廖丙熔與張秋子的獨子。家住高雄市，國立臺灣藝術專科學校畢業，未婚。

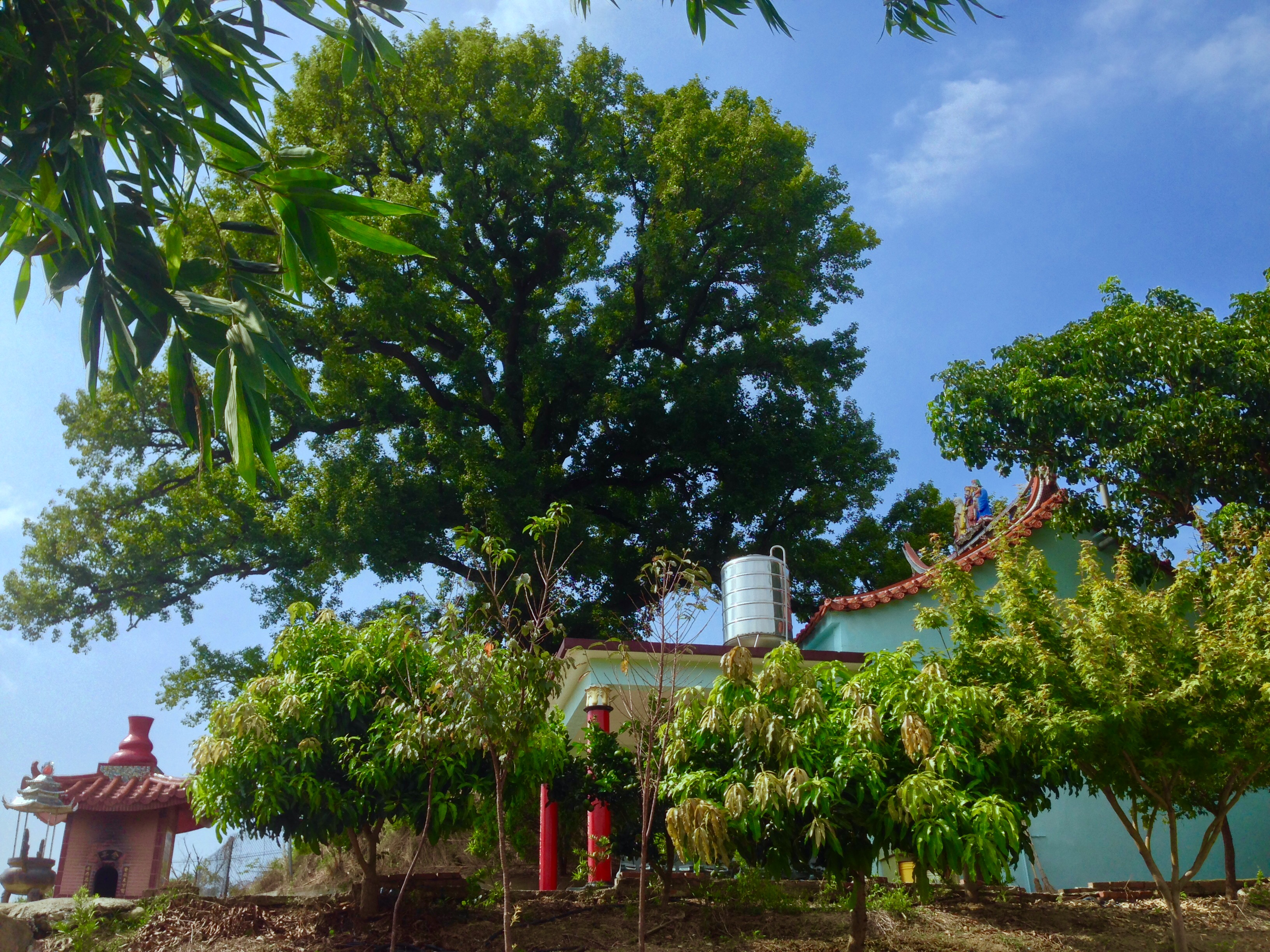
廖志坤有採訪過三灣鄉永和村的永和山福德祠。

1993年，廖志坤進入《聯合報》報社，派駐苗栗縣頭份、中港溪地區。舅舅周恆和同事印象中，廖志坤是心地善良的人：如一次記者們開兩部車一齊從三灣採訪下山，開在前頭的他緊急煞車，停下車將飛在擋風玻璃上的蝴蝶放走；採訪災難新聞時，為貧困喪家向葬儀社爭取減收費用；還會為一名在頭份獲擒的嫌犯擦拭臉上血汗、餵水。
同事記者李立國記憶中，廖志坤工作認真、敬業，在1995年獲選為《聯合報》模範記者。1995年4月9日中午，中華民國總統李登輝在頭份一家餐廳用餐。廖志坤為深入採訪總統與地方人士的談話內容，假扮餐廳服務生端菜上桌，被在場作陪的前省府委員林佾廷當場指出，因此被李總統讚譽。
1996年6月13日上午9時20分，廖志坤往南庄採訪途中，在獅頭山風景區入口不遠處，遭突然張姓駕駛進入逆向車道的砂石車撞上，雙雙衝落十公尺深的邊坡下。廖志坤因被夾在轎車內，當場殉職；砂石車司機僅受擦傷。《聯合報》報系董事長王必成得知後，即派總編輯張逸東率副總編輯兼地方新聞中心主任張昆山、桃竹苗新聞組組長曾瑞慶，趕往現場關切，並囑代表致贈家屬廿萬元慰問金。苗栗縣長何智輝、省議員林久翔也在事發不久至現場慰問遺族。

## 身後

### 追思會
當時6月25日報導時，廖志坤母親張秋子、舅舅周恆和表示，廖志坤在生前最喜愛的中港溪流域、在崗位上殉難，眾人都萬般不捨。張秋子決定替得年三十歲的兒子成立清寒獎學金基金會，並預定次日上午在頭份鎮中華路與銀河路底交會口停車場舉行喪禮，在獅頭山勸化堂火葬場火化，安置在勸化堂靈塔。中港溪流域的朋友、同業、採訪對象組成治喪委員會，並編了本《無盡的思念──感懷廖志坤》紀念文集，共十餘萬字，內有他作品及各界對悼念文章，於告別式會場分發。
南庄鄉公所和中華血液基金會每月出版的《南庄鄉訊》和《熱血雜誌》兩份刊物也撰文哀弔。
追思會當日，前往致祭的報社人員有王必成董事長、社長張作錦、總編輯張逸東、副總編輯兼地方新聞中心主任張昆山、聯合晚報社長黃年、總編輯項國寧、地方新聞中心主任徐永欣等同事；地方人士有縣長何智輝、立委王素筠、國大代表陳運棟、羅鍾澄枝、王培珠、前省府委員林佾廷、省議員林久翔、傅學鵬、民進黨苗栗縣黨部主委杜文卿、議長胡振春及苗栗縣警局副局長劉南山等人。總統府秘書長吳伯雄頒「音容宛在」、省長宋楚瑜頒「長才未盡」輓匾。周恆和代表家屬，以客家話說感謝。

### 基金會
張秋子撙節喪葬費成立廖志坤文教基金會，長期支助頭份、南庄、三灣地區的中低收入學子。其中國中生每人新台幣五千元，高中職、大專院校及研究所學生每人一萬元。基金會董事周恆和，在2014年10月25日頒發會場致詞時說明，基金會二百五十萬元一年的定存利息僅兩萬多元，基金會卻能持續助學，是企業的愛心贊助，獲得善心人士，如該年徐定心捐款十萬元、李玉琴二萬元、謝堂德五萬元，昇恒昌的永瑞慈善事業基金會捐贈二十萬元、春天診所何麗玲捐贈十萬元，當年五十八位清寒學生受惠。

## 父親
父親廖丙熔是曾紀恩在內埔國校時的同學，日本外科醫學博士，並任屏東縣美和中學青少棒隊領隊，出錢贊助台灣棒球。他曾任高雄市醫師公會3屆理事長，帶領美和青少年棒球隊在世界青少棒大賽獲得多次冠軍，1991年2月26日清晨因肝癌逝世，享壽七十歲。

## 外部連結
- 紀念廖志坤 （页面存档备份，存于）